# Hotspot (álbum)
Hotspot es el decimocuarto álbum de estudio del dúo británico Pet Shop Boys, publicado el 24 de enero de 2020 por el sello discográfico propio de la banda x2, a través de Kobalt Label Services. Este álbum está acompañado de los sencillos Dreamland (en colaboración con Years & Years) realizado el 11 de septiembre de 2019, Burning the Heather realizado el 14 de noviembre de 2019 y Monkey Business realizado el 2 de enero de 2020. El dueto tenía un tour promocional del álbum previsto con presentaciones en el Reino Unido y Europa durante la mitad del año 2020 el cual quedó suspendido por la pandemia por el coronavirus. El álbum se posicionó en varios charts musicales en el mundo y se colocó en el número 3 en el Reino Unido, España y Alemania.

## Producción
El álbum fue grabado primero en Hansa Studios ubicados en Berlín, donde el dúo escribió "la mayor parte de su música en estos últimos años"  con la excepción de Burning the Heather, ya que fue grabada en RAK Studios en Londres, donde Bernard Butler contribuyó con un solo de guitarra para esta canción. En su página web oficial, el grupo mencionó que este era el tercer y último disco producido por Stuart Price, ya que su contrato decía que produciría tres álbumes de estudio con el dúo británico, comenzando con el álbum de 2013 Electric. Todas las canciones de este álbum fueron escritas por Neil Tennant y Chris Lowe.

## Recepción
Hotspot ha recibido críticas mayormente favorables de los principales críticos musicales.  En Metacritic, quien asigna una calificación normalizada de 100 con base en las opiniones de los críticos principales, el álbum tiene una buena calificación de 78 sobre 100, que quiere decir que tiene "críticas favorablemente aceptables", basada en 11 opiniones. 

## Lista de canciones
Todas las canciones escritas y compuestas por 
Neil Tennant y 
Chris Lowe, excepto "Dreamland" escrita por Neil Tennant, Chris Lowe, y 
Olly Alexander y "Monkey Business" escrita por Neil Tennant, Chris Lowe y Stuart Price. 
| N.º   | Título                          | Duración |  |
| 1.    | «Will-o-the-Wisp»               | 4:28     |  |
| 2.    | «You Are the One»               | 3:35     |  |
| 3.    | «Happy People»                  | 3:51     |  |
| 4.    | «Dreamland» (Ft. Years & Years) | 3:26     |  |
| 5.    | «Hoping for a Miracle»          | 5:00     |  |
| 6.    | «I Don't Wanna»                 | 4:02     |  |
| 7.    | «Monkey Business»               | 4:08     |  |
| 8.    | «Only the Dark»                 | 3:38     |  |
| 9.    | «Burning the Heather»           | 5:27     |  |
| 10.   | «Wedding in Berlin»             | 4:41     |  |
| 42:03 |                                 |          |  |

### Personal
- Pet Shop Boys - música, vocales y programación.
- Stuart Price - producción, mezcla, bajo eléctrico y programación adicional.
- Bernard Butler - guitarra en "Burning the Heather".
- Keely Hawkes - vocales adicionales en "Monkey Business".
- Pete Gleadall - ingeniero adicional.

## Charts
| Chart (2020)                             | Peak position |
| ---------------------------------------- | ------------- |
| Australia (ARIA)                         | 8             |
| Austria (Ö3 Austria)                     | 7             |
| Lista no reconocida: Filandia\|21        |               |
| Canadá (Billboard Canadian Albums)       | 61            |
| República Checa (ČNS IFPI)               | 76            |
| Países Bajos (Album Top 100)             | 30            |
| Finlandia (Suomen Virallinen Lista)      | 23            |
| Francia (SNEP)                           | 72            |
| Alemania (Media Control Charts)          | 3             |
| Irlanda (IRMA)                           | 20            |
| Italia (FIMI)                            | 44            |
| Noruega (VG-lista)                       | 39            |
| Polonia (ZPAV)                           | 31            |
| Escocia (Scottish Albums Chart)          | 3             |
| España (PROMUSICAE)                      | 3             |
| Suecia (Sverigetopplistan)               | 15            |
| Suiza (Schweizer Hitparade)              | 6             |
| Reino Unido (UK Albums Chart)            | 3             |
| Estados Unidos (Billboard 200)           | 100           |
| Estados Unidos (Dance/Electronic Albums) | 1             |